# 대입 (수학)
수학에서 대입(代入, 영어: substitution)은 문자를 포함한 식에서 문자 대신 수로 바꾸어 넣는 것 또는 식의 변수에 상숫값이나 다른 식을 넣어 푸는 일이다. 예를 들어, 함수 공식 {\displaystyle f(x)=x^{2}}에 {\displaystyle x=3}을 대입시킨 결과는 {\displaystyle f(3)=9}이다.

## 정의
논리학의 대입 공리(代入公理)는 다음과 같다.
- 임의의 {\displaystyle n}항 술어 {\displaystyle P} 및 임의의 항 {\displaystyle t_{1},\dots ,t_{n},u_{1},\dots ,u_{n}}에 대하여, 만약 {\displaystyle t_{1}=u_{1}}부터 {\displaystyle t_{n}=u_{n}}까지가 성립한다면, {\displaystyle P(t_{1},\dots ,t_{n})}과 {\displaystyle P(u_{1},\dots ,u_{n})}은 서로 동치이다.

특히, 임의의 {\displaystyle n}항 연산은 특별한 {\displaystyle n+1}항 술어라고 여길 수 있으므로, 다음이 성립한다.
- 임의의 {\displaystyle n}항 연산 {\displaystyle f} 및 임의의 항 {\displaystyle t_{1},\dots ,t_{n},u_{1},\dots ,u_{n}}에 대하여, 만약 {\displaystyle t_{1}=u_{1}}부터 {\displaystyle t_{n}=u_{n}}까지가 성립한다면, {\displaystyle f(t_{1},\dots ,t_{n})=f(u_{1},\dots ,t_{n})}이다.

이러한 공리에 기반하여, 이미 알고 있는 몇 가지 공식으로부터 새로운 등식을 얻는 과정을 대입이라고 한다.

## 예
예를 들어, {\displaystyle a=1}을 함수 {\displaystyle 2(-)}에 대입시키면, {\displaystyle 2a=2}임을 알 수 있다.
또한, {\displaystyle a=b}이며 {\displaystyle c=d}임을 알 때, 첫째 등식을 함수 {\displaystyle (-)+c}에 대입시키면 {\displaystyle a+c=b+c}임을 알 수 있으며, 둘째 등식을 함수 {\displaystyle b+(-)}에 대입시키면 {\displaystyle b+c=b+d}임을 알 수 있다. 등식의 추이성에 따라, 셋째와 넷째 등식을 연결시켜 {\displaystyle a+c=b+d}를 얻을 수 있다.

## 참고 문헌
- Tao, Terence (2016). 《Analysis I》. Texts and Readings in Mathematics (영어) 37 3판. Singapore: Springer. doi:10.1007/978-981-10-1789-6. ISBN 978-981-10-1789-6. ISSN 2366-8725. LCCN 2016940817.